# Karel Dillen
Karel Cornelia Constentijn Dillen (Antwerpen, 16 oktober 1925 – 's-Gravenwezel, 27 april 2007) was een Belgisch Vlaams-nationalistisch politicus voor achtereenvolgens de Volksunie, VNP, Vlaams Blok en Vlaams Belang.

## Biografie

### Jeugd
Van 1938 tot 1943 volgde Dillen humaniora aan het Koninklijk Atheneum Antwerpen. Enkele Vlaams-nationalistische leraars drukten er een blijvende stempel op de jonge Dillen. Tijdens de Tweede Wereldoorlog behoorde hij niet tot een collaborerende organisatie, maar hij woonde in die periode wel bijeenkomsten van Nieuwe Orde-groeperingen bij en beschreef hij zichzelf als een "passieve collaborateur". In Antwerpen hoorde hij van razzia's op Joden. In september 1944 bleef hij gespaard van de repressie, in tegenstelling tot enkele gewezen schoolmakkers.
Dillen huwde in 1959 en werd vader van vier kinderen, waaronder Koen Dillen en Marijke Dillen. Van 1947 tot 1985 werkte hij bij de Antwerpse Taximaatschappij, een bedrijf dat rond 1970 overgenomen werd door Renault.

### Vlaams-nationalist
In de lente van 1947 begon de Vlaams-nationale carrière van Dillen. Hij kwam in contact met het Sint-Arnoutsvendel, een jeugdgroepering van Wim de Roy dat onderdeel was van het Jeugdverbond der Lage Landen. Hij hield er zich voornamelijk met de ideologische vorming bezig en schreef eveneens artikelen voor De Vendeljongen, het blad van de groepering. Bij het Sint-Arnoutsvendel leerde hij Walter Bouchery kennen, oprichter van het Vlaams-nationaal weekblad Opstanding. Dit was de officieuze spreekbuis van de Vlaamse Concentratie, een uitgesproken Vlaamse, federalistische en anti-repressiepartij. Deze partij werd op 14 mei 1949 opgericht en verdween in 1954 als gevolg van interne moeilijkheden.
Dillen maakt van 1951 tot 1953 deel uit van de redactie van Opstanding, waar hij de harde kern van het Vlaams-nationalisme leerde kennen. Hij publiceerde er artikelen onder de initialen KD en D. Hij vertaalde in die jaren het boek Nuremberg ou la terre promise van de Franse journalist Maurice Bardèche. Deze eerste openlijke holocaustontkenner betoogde in dit werk dat de processen van Neurenberg de geschiedenis vervalsten en dat de vernietigingskampen een fabricatie waren van de geallieerden, na de oorlog opgetrokken uit filmdecors.
Eind 1949, begin 1950 was Dillen samen met Herman Senaeve en Toon Van Overstraeten medeoprichter van een radicaal Groot-Nederlands jongerengroepje: de Jong Nederlandse Gemeenschap (JNG). Zij organiseerden bijeenkomsten over onder andere Cyriel Verschaeve, een algemene amnestie-eis en Reimond Tollenaere. Ze beschouwden zichzelf als de enige puren uit de Vlaamse Beweging, de opvolgers van het Diets radicalisme uit de jaren dertig. De JNG ging manifesteren op de IJzerbedevaart en het Vlaams Nationaal Zangfeest, die volgens hen te veel ingepalmd werden door de CVP. Het JNG richtte in mei 1956 het tijdschrift Dietsland Europa op. Dillen werd hoofdredacteur, wat hij bleef tot in 1975. Tot de jaren zeventig bleef het zijn voornaamste spreekbuis.
In 1962 werd Dillen voorzitter van Were Di, een elitair-radicale, Groot-Nederlandse, antikapitalistische, anticommunistische en anti-Belgische groep. In 1968 versmolt deze groep met Dietsland Europa. In 1975 nam Dillen ontslag uit Were Di. Vanaf 1975 werd hij de eerste hoofdredacteur van het pas opgerichte Ter Waarheid dat werd uitgegeven tot 1979. Het werd een blad met hetzelfde gedachtegoed als Were Di.
Van 1965 tot 1992 werd hij een belangrijk medewerker aan het Antwerpse satirische weekblad 't Pallieterke. Hij schreef in het blad onder het pseudoniem Sacha. Ook schreef hij in de jaren zeventig enkele editorialen in Alarm, het maandblad van de Vlaamse Militanten Orde. Ook had hij een column in het Vlaamsgezinde jongerenblad Alternatief en schreef hij van 1979 tot 1981 onder het pseudoniem Staf van Vliet in De Taktivist, het blad van het Taal Aktie Komitee.
In 1977 was Dillen stichtend lid van Protea (genoemd naar de nationale bloem van Zuid-Afrika), een Vlaams-Zuid-Afrikaanse vriendschapsclub en een belangrijke pro-apartheidslobby.

### Volksunie
Bij de verkiezingen van 1954 gingen een aantal Vlaams-nationalisten een coalitie aan met vertegenwoordigers van de middenstand en het Boerenfront, onder de naam Christelijke Vlaamse Volksunie. Dillen was hier niet bij betrokken. Evenmin bij de oprichting van de Volksunie, bij het uiteenvallen van de CVV, na de verkiezingen van 1954. Dillen sympathiseerde wel met de Volksunie maar werd pas lid in 1957. Op 1 juli 1957 werd hij voorzitter van de Antwerpse afdeling van de pas opgerichte Volksuniejongeren (VUJO). Ook schreef hij in enkele lokale partijbladen van de Volksunie.
In de jaren 60 boekte de Volksunie de ene overwinning na de andere. Dit leidde tot een streven naar pragmatisme. Bovendien voerde de partij een steeds progressievere koers. Dillen was hier radicaal tegen en vond dat zijn partij een rechts-revolutionaire koers moest varen, waardoor hij in 1971 ontslag nam uit de partij. Tot zijn tegenstrevers binnen de partij behoren vooral Hugo Schiltz, Nelly Maes, André De Beul en Maurits Coppieters. Tot zijn voornaamste medestanders behoorden Leo Wouters, Hector Goemans, Rudi van der Paal, Bob Maes, Walter Peeters en Mia Dujardin (de meesten van Were Di-strekking).

### Vlaams Blok en Vlaams Belang
Op 1 oktober 1977 richtte Dillen de Vlaams Nationale Partij (VNP) op, uit onvrede met de mede-ondertekening, op 24 mei 1977, door de Volksunie, van het Egmontpact. Dillen was op dat ogenblik politiek dakloos. Hij werd op de stichtingsvergadering tot voorzitter "voor het leven" aangeduid. Hij kreeg bovendien de macht om zijn opvolger zelf aan te duiden. Dit werd op 8 juni 1996 Frank Vanhecke. Deze beweerde in maart 2000 in De Standaard dat Dillen die macht kreeg uit de frustratie van de (gewezen) Volksunie-mensen. Die hadden gezien hoe, via democratische verkiezingen, Hugo Schiltz aan de macht gekomen was en hoe hij - in hun ogen - de beginselen van de VU had verraden.
Voor de verkiezingen van 17 december 1978 ging de VNP in een kartel, als Vlaams Blok, samen met de Vlaamse Volkspartij (VVP) van Lode Claes. Dillen werd met 2807 voorkeurstemmen voor het arrondissement Antwerpen verkozen in de Kamer van volksvertegenwoordigers. De VVP verdween van het politieke toneel na de Europese verkiezingen van 1979, waar ze slechts 1% van de stemmen haalde. Op 8 november 1981 en 13 oktober 1985 werd Dillen telkens herverkozen op de lijst van het Vlaams Blok. Op 12 maart 1987 volgde Gerolf Annemans Dillen op als Kamerlid in het kader van een verjongingsoperatie binnen het Vlaams Blok. Bij de parlementsverkiezingen van 13 december 1987 werd Dillen tot senator voor het arrondissement Antwerpen verkozen, wat hij bleef tot in 1989. In de periode januari 1979-oktober 1980 zetelde hij als gevolg van het toen bestaande dubbelmandaat ook in de Cultuurraad voor de Nederlandse Cultuurgemeenschap, die op 7 december 1971 werd geïnstalleerd. Vanaf 21 oktober 1980 tot maart 1987, en opnieuw van februari 1988 tot juni 1989, was hij lid van de Vlaamse Raad, de opvolger van de Cultuurraad en de voorloper van het huidige Vlaams Parlement. Van februari 1988 tot juni 1989 zat hij er de VB-fractie voor.
Bij de Europese verkiezingen van 18 juni 1989 werd Dillen, met 36.000 naamstemmen, verkozen in het Europees Parlement. Hij was er aanvankelijk actiever dan in het Belgisch parlement. In Europa vormde hij samen met het Franse Front National (met onder anderen Jean-Marie Le Pen) en de Duitse Republikaner (met onder anderen Franz Schönhuber) de Technische Fractie Europees Rechts. Nadat hij om gezondheidsredenen ontslag nam, werd Dillen op 18 juni 2003 in het Europees Parlement opgevolgd door Philip Claeys.
Karel Dillen nam op 8 juni 1996 ontslag als voorzitter van het Vlaams Blok. Hij duidde Frank Vanhecke als zijn opvolger aan en zetelde daarna als erevoorzitter in het partijbestuur.
Bij de omvorming van het Vlaams Blok naar Vlaams Belang werd Dillen de allereerste lidkaart aangeboden en behield hij zijn functie als erevoorzitter.

### Overlijden en begrafenis
Karel Dillen overleed op 81-jarige leeftijd. Hij had reeds geruime tijd zware gezondheidsproblemen en verbleef bij zijn dochter Marijke in 's-Gravenwezel. Hij werd op 5 mei 2007 begraven na een dienst in de Onze-Lieve-Vrouwekathedraal van Antwerpen. Op deze dienst was onder anderen de Franse politicus Jean-Marie Le Pen aanwezig.
Dillens zoon Koen zetelde voor het Vlaams Belang in het Europees Parlement en ook een van zijn dochters, Marijke, werd politiek actief voor de partij.

## Ideologie
Karel Dillen wilde voor het Vlaamse volk een onafhankelijke Vlaamse republiek in een Europa van de regio's.
Voor Dillen waren fascisme en nationaalsocialisme, na het einde van de Tweede Wereldoorlog, louter historische begrippen, verwijzend naar een afgesloten periode uit de Europese geschiedenis.
Rechts was voor Dillen "het vechten voor waarden die dreigen verloren te gaan. Het was het besef te behoren tot een volk, een Europese cultuur waaruit een economische gemeenschap volgt. Rechts was respect voor het leven, in de brede betekenis, respect voor ieder individu.".
Het migrantenvraagstuk is voor Dillen een nationalistisch onderwerp. Sporadisch schreef Dillen erover in Dietsland Europa in de jaren zeventig.
Dillen streefde er naar eigen zeggen naar om de traditionele waarden van het zogenaamde "Avondland" in ere te houden.